# Tramlink

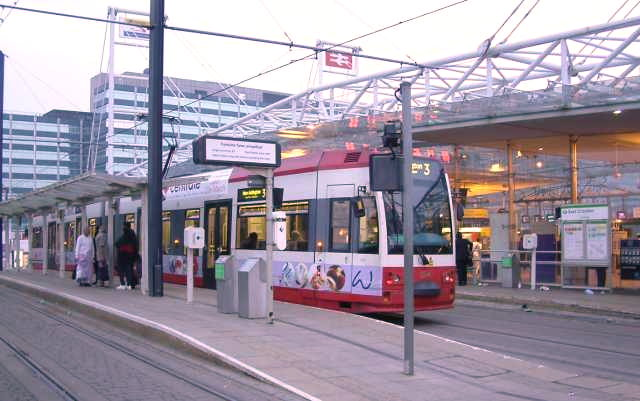
Linie 3 vor dem Bahnhof East Croydon (April 2004)

Tramlink (vorher unter dem Namen Croydon Tramlink bekannt) ist ein Straßenbahnnetz im Süden von London, das durch die Verkehrsgesellschaft Transport for London betrieben wird. Das Netz ist 28 Kilometer lang, wurde im Mai 2000 eröffnet, befindet sich hauptsächlich im Stadtteil Croydon und bietet zahlreiche Umsteigebeziehungen zu Eisenbahn- und Underground-Linien. Im Zentrum von Croydon fahren die Trams straßenbündig auf einer eingleisigen Häuserblockschleife; der weitaus größte Teil des Netzes besteht jedoch aus ehemaligen oder bestehenden Eisenbahnstrecken. Bereits 1861/62 mit den Pferdebahnen in London von George Train und von 1870 bis 1952 hatte es in London Straßenbahnbetriebe gegeben. In Croydon fuhr von 1879 bis 1951 die Straßenbahn Croydon.

## Linien
Das aktuelle Liniennetz besteht aus folgenden Linien (Stand April 2018):
| Linie | Linienverlauf |
| ----- | --- |
| (1)   | West Croydon – East Croydon – Sandilands – Addiscombe – Arena – Elmers End verkehrt nur frühmorgens und spätabends                                                                    |
| (2)   | Wimbledon – Mitcham – Mitcham Junction – Therapia Lane – West Croydon (nur →) – East Croydon – Sandilands – Addiscombe – Arena – Birkbeck – Beckenham Junction                        |
| (3)   | West Croydon – East Croydon – Sandilands – Gravel Hill – Addington Interchange – New Addington                                                                                        |
| (4)   | Wimbledon – Mitcham – Mitcham Junction – Therapia Lane – West Croydon (nur →) – East Croydon – Sandilands – Addiscombe – Arena – Elmers End verkehrt frühmorgens und spätabends nicht |

Die Linien 2, 3 und 4 stellen die Hauptlinien dar. Die Linien 2 und 4 verkehren tagsüber alle 10 Minuten, abends und sonntags alle 15 Minuten, die Linie 3 an allen Tagen im 7/8-Minuten-Takt. Die Linie 1 ersetzt die Linie 4 frühmorgens und spätabends und verkehrt zu ihren Betriebszeiten alle 15 Minuten. Einige Fahrten der Linien 1 und 3 verkehren von/bis zum Betriebshof an der Therapia Lane. Seit Februar 2018 werden die Liniennummern der Tramlink nicht mehr auf Fahrzeugen angezeigt oder in den offiziellen Fahrplaninformationen verwendet.

## Geschichte
Unter anderem, weil der Stadtbezirk keinen Anschluss an das U-Bahn-Netz besitzt, wurde die neue Straßenbahn in den 1990er Jahren vom Bezirksamt Croydon Council in Zusammenarbeit mit London Regional Transport (LRT), dem damaligen Betreiber des Busverkehrs in London, ausgearbeitet. Die Tramlink wurde von Tramtrack Croydon Limited (TCL), einem Konsortium von der FirstGroup, Bombardier, Sir Robert McAlpine, Amey, Royal Bank of Scotland und 3i betrieben. Es gab eine Tarifkooperation mit London Regional Transport. Für den eigentlichen Betrieb wurde von Tramtrack an den Subunternehmer First CentreWest Buses abgegeben. Die Tramlink benutzt an vielen Streckenabschnitten ehemalige Eisenbahnstrecken, so unter anderem die Woodside and South Croydon Railway im Bereich von Sandilands und ehemalige Nebenbahnen von British Rail von Croydon nach Wimbledon und von Addiscombe nach Elmers End und Birkbeck. Zwischen Birkbeck und Beckenham Junction verläuft das Straßenbahngleis neben einem regulären Eisenbahngleis, wo zurzeit Southern Regionalzugleistungen erbringt.
Als Vorläuferbetrieb wurde am 2. Juni 1997 eine Express-Buslinie TL1 (Tramlink Limited) vom Bahnhof Wimbledon über Mitcham Junction nach West Croydon eröffnet, als der Zugbetrieb zwischen diesen Stationen für den Umbau eingestellt wurde. Der Bus verkehrte nur montags bis samstags im Tagesverkehr. Die Straßenbahn sollte ursprünglich im Herbst 1999 in Betrieb genommen werden, jedoch verzögerte sich die Fertigstellung um ein halbes Jahr. Die Eröffnung erfolgte dann im Mai 2000 schrittweise. Zuerst wurde am 10. Mai die Linie 3 von West Croydon nach New Addington in Betrieb genommen. Am 23. Mai folgte die Linie 2 nach Beckenham Junction und schließlich am 31. Mai die Linie 1 mit den beiden Streckenabschnitten nach Wimbledon und Elmers End. Damit gab es ab 31. Mai 2000 folgende drei Linien:
- Linie 1: Wimbledon–Mitcham Junction–West Croydon–East Croydon–Sandilands–Arena–Elmers End
- Linie 2: West Croydon–East Croydon–Sandilands–Arena–Beckenham Junction
- Linie 3: West Croydon–East Croydon–Sandilands–Addington Village–New Addington

Am 23. Juli 2006 wurde das Netz umstrukturiert. Die Strecke nach Wimbledon wurde statt von Zügen der Linie 1 aus Elmers End von Zügen der Linie 3 aus New Addington bedient. Im Juni 2008 wurde Tramtrack für 98 Millionen Pfund von der städtischen Behörde Transport for London (TfL) aufgekauft. Daraufhin wurde die Farbe der Straßenbahn von rot auf grün geändert, um einen Kontrast zu den roten Londoner Bussen darzustellen. Außerdem wurde der Name von Croydon Tramlink zu Tramlink vereinfacht und die Straßenbahn Teil der Abteilung London Trams von TfL. Nun betreibt der Subunternehmer First Tram Operations die Tramlink. Nach dieser Übernahme kam es zu dem Neukauf der Variobahnen und zur Einführung der Linie 4.
Am 25. Juni 2012 wurde eine Verstärkungslinie 4 in der Hauptverkehrszeit eingeführt, die von Therapia Lane nach Elmers End verkehrte. Diese Angebotsausweitung wurde dadurch ermöglicht, dass sechs neue Bahnen vom Typ Variobahn in Dienst gestellt wurden. Ab April 2016 wurde die Linie nach Wimbledon verlängert.
Mit Eröffnung der Straßenbahn im Mai 2000 wurden auch drei Anschlussbuslinien T31, T32 und T33 von verschiedenen Tramlink-Haltestellen in Addington in Betrieb genommen. Am 24. Oktober 2015 wurde die Linie T33 in 433 umbenannt, während die anderen beiden durch Laufwegsänderungen der Linien 64, 130 und 353 ersetzt wurden.

## Fahrzeuge

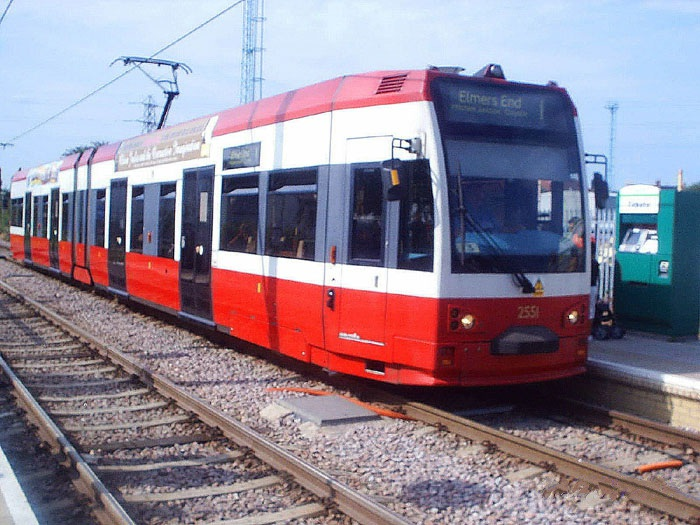
Wagen 2551 im alten Farbschema auf der Linie 1 in Richtung Elmers End (August 2004)

### CR4000
Tramlink besitzt 24 Gelenk-Niederflurfahrzeuge, die in Wien von Bombardier gebaut wurden. Die Fahrzeuge der Baureihe CR4000 basieren auf dem Modell K4000 der Kölner Stadtbahn und unterscheiden sich von diesen nur in wenigen Details. Für diese Fahrzeugfamilie verwendet Bombardier nun die Bezeichnung Flexity Swift. Die Fahrzeuge sind 30,1 Meter lang und 2,65 Meter breit, haben 70 Sitzplätze und eine Kapazität von 200 Fahrgästen. Die Fußbodenhöhe beträgt 40 cm, im Einstiegsbereich 35 cm.

### Variobahn

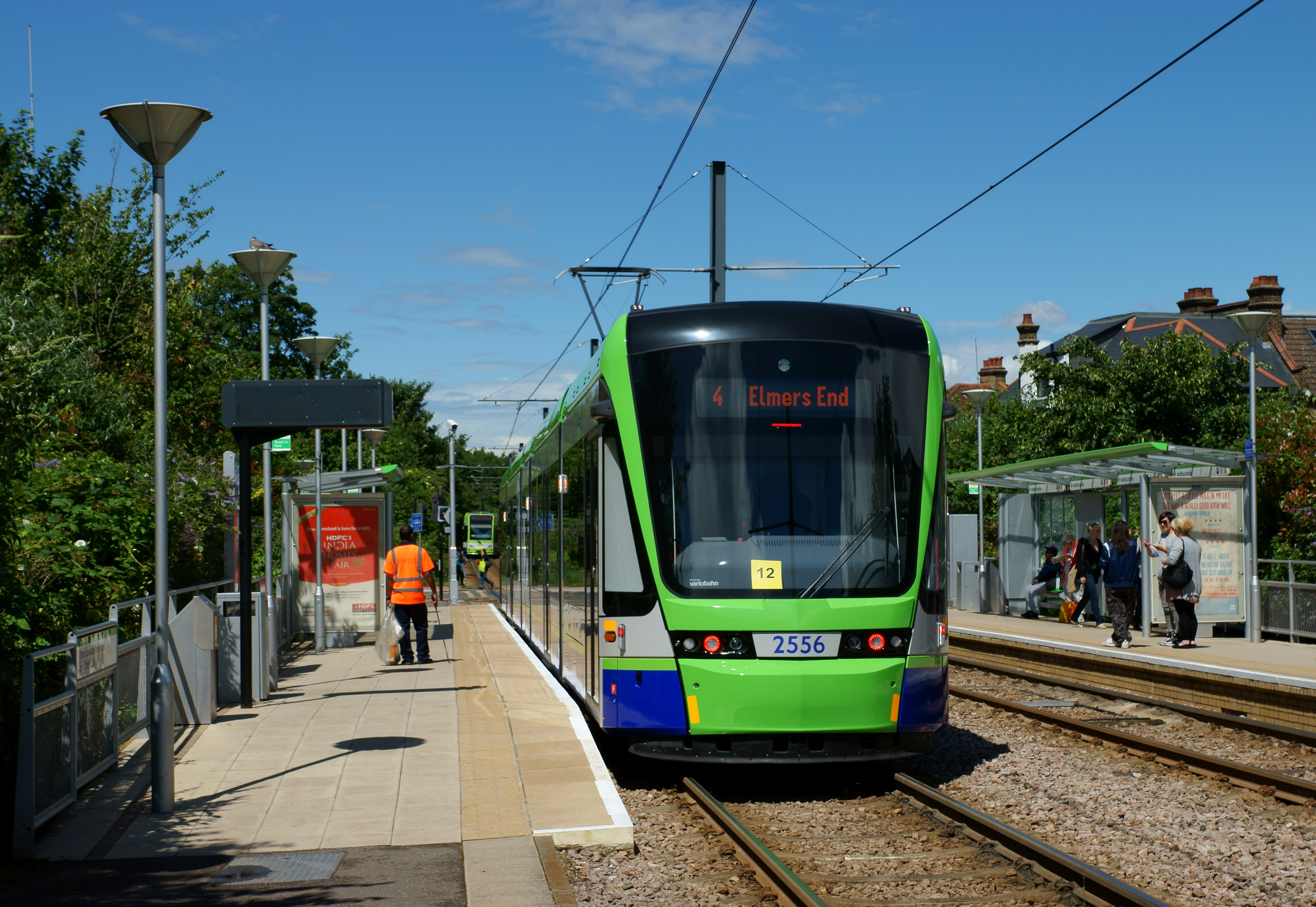
Wagen 2556 auf der Linie 4 in Richtung Elmers End an der Haltestelle Addiscombe (Juli 2012)

Nachdem der private Betreiber Tramtrack Croydon Ltd. im Jahr 2008 von Transport for London übernommen wurde und damit in öffentliches Eigentum übergegangen war, wurde zur Ausweitung des Angebots im Jahr 2011 die Beschaffung weiterer Fahrzeuge ausgeschrieben. Der Schweizer Hersteller Stadler Rail lieferte seit Januar 2012 sechs fünfteilige Variobahnen nach London. Sie entsprechen den bei der Stadtbahn Bergen in Einsatz befindlichen Fahrzeugen. Die Wagen sind 32,37 Meter lang und 2,65 Meter breit, haben 72 Sitzplätze (und 12 Klappsitze) und eine Kapazität von 206 Fahrgästen. Die Fußbodenhöhe beträgt 38,5 Zentimeter, wobei das Wageninnere stufenfrei ist. Pro Wagenseite gibt es eine Einzeltür vorne links und drei Doppeltüren. Am 25. Juni 2012 wurden alle neuen Variobahnen offiziell in Betrieb genommen.

### Ausgeschriebene Fahrzeuge
Im Jahr 2024 wurde eine Ausschreibung zur Beschaffung von zunächst 24 Neufahrzeugen für den Ersatz der CR4000 und optional weiteren Wagen für den Ersatz der Variobahnen veröffentlicht. Präqualifiziert sind die Hersteller Alstom, Construcciones y Auxiliar de Ferrocarriles, Hitachi Rail und Stadler Rail Valencia.

## Planungen
Es bestehen Pläne für zahlreiche Erweiterungen des Netzes, so beispielsweise nach Crystal Palace, Purley, Streatham, Sutton und Tooting. Um die zukünftige Ausdehnung des Netzes zu verdeutlichen, wurde der Name von Croydon Tramlink in Tramlink geändert.

## Unfall 2016

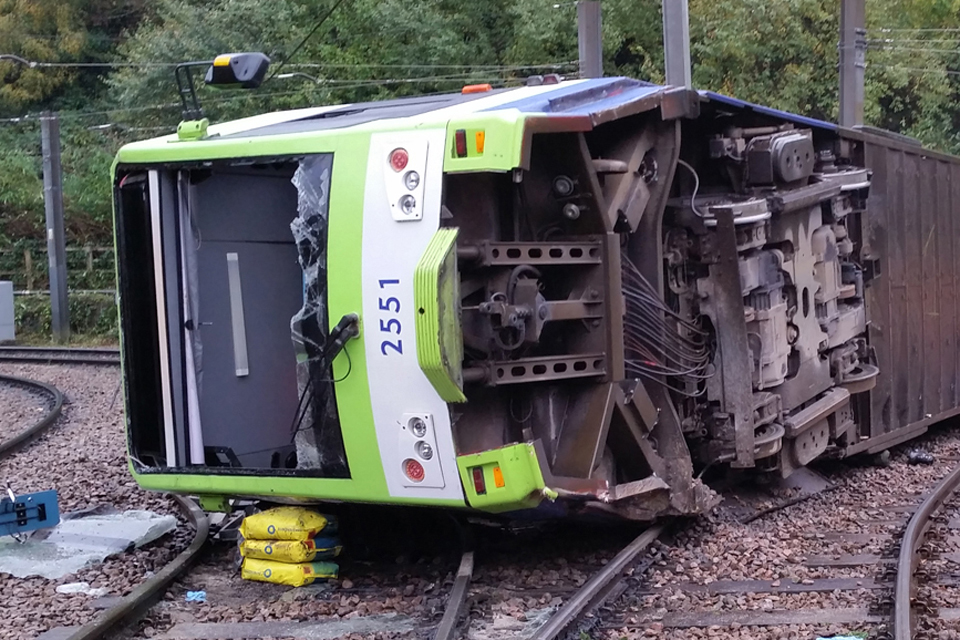
Entgleistes Fahrzeug

Bei einem schweren Unfall am 9. November 2016 starben sieben Menschen und mehr als fünfzig wurden verletzt, als frühmorgens gegen 6:10 Uhr eine Straßenbahn der Linie 3 von New Addington kommend in der Linkskurve vor Sandilands Junction entgleiste und auf die Seite kippte. An dieser Stelle führt die geradlinige Trassierung von der umgewandelten Eisenbahnstrecke der Woodside and South Croydon Joint Railway im engen 90°-Winkel auf die neugebaute Straßenbahnstrecke Richtung Croydon. Die dort zulässige Höchstgeschwindigkeit von 20 km/h war überschritten worden, der Fahrer wurde festgenommen. Die untersuchende Rail Accident Investigation Branch (RAIB) kam zu dem Schluss, der Fahrer sei möglicherweise wegen zeitweiliger Unterforderung in Sekundenschlaf verfallen und habe deshalb die Geschwindigkeit nicht ausreichend reduziert.